# ریاض‌الشعراء
ریاض‌الشعراء تذکره‌ای از واله داغستانی امیر، شاعر و نویسندهٔ سدهٔ دوازدهم ه‍.ق است. سال تألیف کتاب ۱۱۶۱ ه‍.ق است. این کتاب یک مقدمه و بیست و هشت روضه برابر با بیست و هشت حرف و یک خاتمه دربارهٔ نویسنده دارد. دارای نثری ساده و روان است.